# Stage Entertainment
La Stage Entertainment è una compagnia di produzioni teatrali, soprattutto musical, olandese.
La compagnia ha sede ad Amsterdam, Paesi Bassi. Ha una succursale di grande successo in Germania con sede ad Amburgo, che ha quasi il monopolio sui musical in Germania.

## Storia
La Stage Entertainment è nata dalla Live Entertainment Division della Endemol, guidata da Joop van den Ende. Il gruppo internazionale possiede i diritti e proprietà di più di 70 produzioni in tutto il mondo, impiega circa 5.000 dipendenti e possiede o gestisce teatri in undici paesi, tra cui i Paesi Bassi, Germania, Regno Unito, Spagna, Italia, Russia e Stati Uniti.
Nel 2002 la succursale in Germania, ha rilevato la Stella AG. Attraverso la Stella AG sono state acquisite molte produzioni e teatri, tra cui il teatro Neue Flora di Amburgo.

## Collaborazioni
Il 1º giugno 2005 la divisione tedesca ha rilevato la Ticket Online Software GmbH. Ticket Online esegue un sistema di prenotazione per i biglietti e viene utilizzato da diverse agenzie per vendere centinaia di biglietti in Germania.
Nel 2005 la Stage Entertainment ha fondato insieme alla Dutch Dance Event Organizer ID&T la compagnia ID&T Germany. La prima produzione di Sensation White ha avuto circa 15.000 spettatori nel Luglio 2005 nella Veltins-Arena (Gelsenkirchen), un adattamento della stessa produzione ad Amsterdam.
Con TopTicketLine la Stage Entertainment ha un proprio centro di vendita dei biglietti. Il call center nel 2004 è stato spostato da Amburgo a Parchim.
Anche Holiday on Ice adesso appartiene alla Stage Entertainment. L'ultimo show è stato Romanza e appartiene al Passion Tour 2005 - 2006, e la performance Fantasy fa parte anche di questo. Romanza e Fantasy sono state in tour attraverso la Germania tra ottobre 2005 e marzo 2006 in 25 città tedesche, per un totale di 270 performance.
Il complesso del teatro Off-Broadway conosciuto come Dodger Stages è stato acquisito dalla Stage Entertainment International. Il complesso, con le sue cinque sale, è stato rinominato in New World Stages.

## Succursali
La Stage Entertainmentha una serie di succursali in molti paesi:
- Paesi Bassi - Stage Entertainment The Netherlands
  - Joop van den Ende Theaterproducties (Produzione di Musical, dal 1988)
  - Joop van den Ende Theaterarrangementen (Business-to-business)
  - TopTicketLine (Vendita Biglietti)
  - Holiday on Ice (Entertainment on ice, dal 1943)
  - Wentink Events
  - Stage Events
- Germania
  - Stage Entertainment GmbH (chiamata Stage Holding - The Theatre Company fino ad Agosto 2005)
  - Holiday on Ice (Entertainment sul ghiaccio, dal 1943)
  - TopTicketLine GmbH (Vendita Biglietti)
  - Ticket Online (Vendita Biglietti, dal 1997, acquisita dalla Stage Entertainment nel 2005)
  - Stage Entertainment Studios GmbH (noleggio studi)
    - Joop van den Ende Academy (Chiamato Stella Academy prima di essere acquisita dalla Stage Entertainment)
- Spagna
  - Stage Entertainment España (Produzione di Musical)
  - TopTicketLine Spain (Vendita Biglietti)
- Gran Bretagna
  - Stage Entertainment United Kingdom Ltd. (Produzione di Musical)
  - Adam Spiegel Productions Ltd (acquisita nell'autunno 2006)
  - See Group Ltd (Vendita Biglietti) acquisita da Andrew Lloyd Webber, il 31 gennaio 2008
- Stati Uniti d'America
  - New World Stages (Chiamata Dodger Stages prima, un complesso con teatro Off-Broadway)
- Russia
  - Stage Entertainment Russia (Produzione di Musical, dal 2004)
  - TopTicketLine Russia (Vendita Biglietti, dal 2004)
- Francia
  - Stage Entertainment France (Produzione di Musical, dal 2005)
- Italia
  - Stage Entertainment Italy (Produzione di Musical, dal 2008).

## Stage Entertainment Italia
Di seguito, le produzioni italiane di Stage Entertainment:
- La Bella e la Bestia il Musical (Teatro Nazionale 2009-2010 / Teatro Brancaccio 2010-2011)
- Mamma Mia! Il Musical (Teatro Nazionale 2010-2011 / Teatro Brancaccio 2011-2012)
- Flashdance il Musical (in tour per l'Italia 2010-2011)
- Sister Act il Musical (Teatro Nazionale 2011-2012)
- La Febbre del Sabato Sera il Musical (Teatro Nazionale Autunno 2012)
- The Best of Musical (in tour per l'Italia 2014)
- A Chorus Line il Musical (2019)
- Cantando Sotto la Pioggia il Musical (2019)
- Pretty Woman (Teatro Nazionale 2021-2022 2022-2023)
- Sister Act il Musical (Teatro Nazionale 2022-2023)
- Chicago (Teatro Nazionale 2023-2024)